# Bleda vermella
La  bleda vermella és una varietat cultivar del Grup Garden Beet o Beetroot, derivat de l'espècie Beta vulgaris, membre del gènere Beta dins la família de les amarantàcies (Amaranthaceae).
Addicionalment pot rebre els noms de bleda-rave de taula i bleda-rave roja. També s'han recollit les variants lingüístiques bleda-rave roig. També s'utilitza el nom de remolatxa.

## Usos

### Aliment

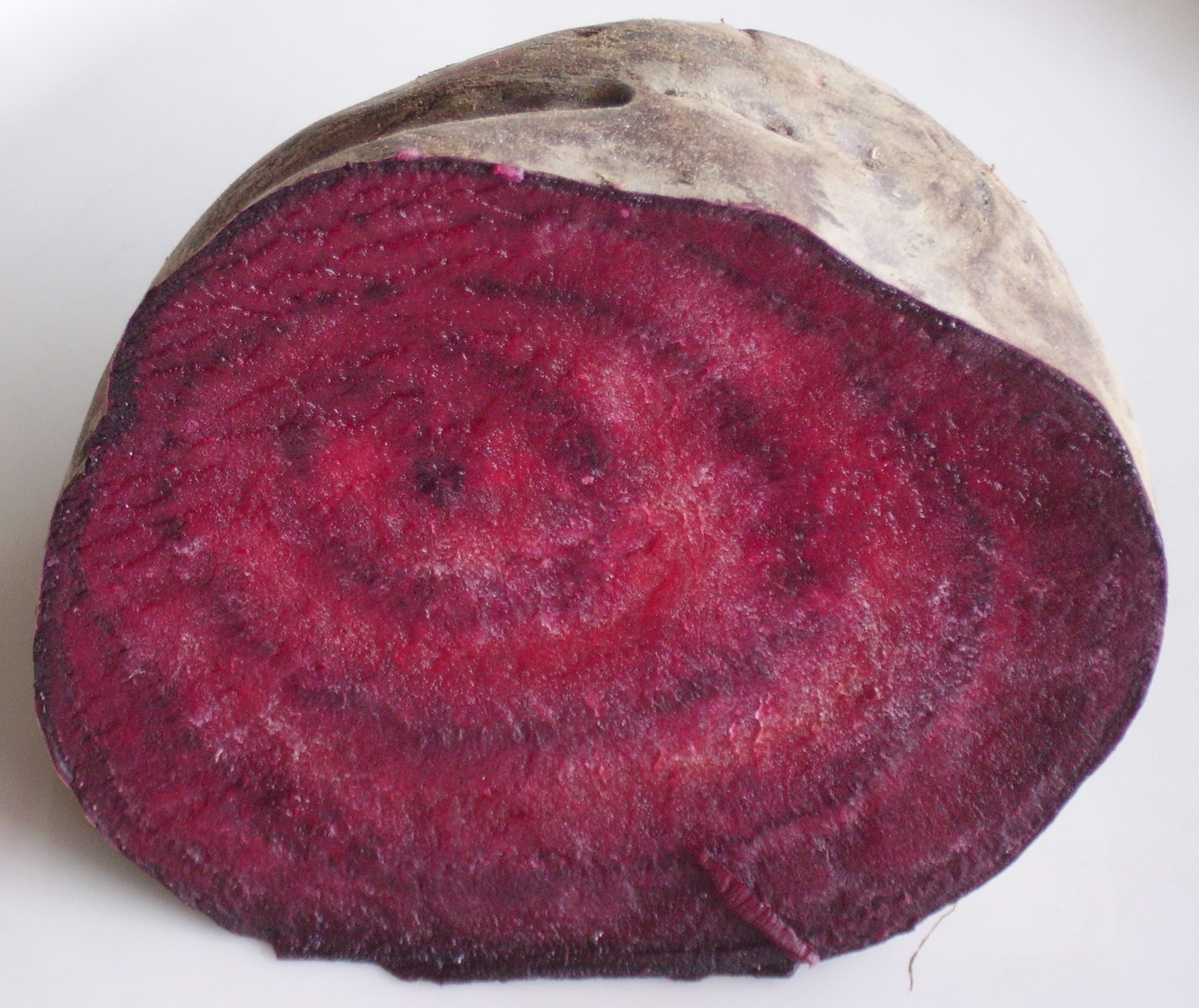
Secció de l'arrel mestra

Normalment les arrels de la remolatxa d'hort són de color vermell fosc i es mengen bullides, rostides o en estat cru, ja sia soles o combinades amb les plantes d'amanida. Una gran proporció de les remolatxes hortícoles es bullen i esterilitzen o es conserven en vinagre. A la gastronomia d'Europa oriental, les sopes de remolatxa com és el borscht, és un plat popular. A la gastronomia de l'Índia les tires cuinades de remolatxa és un plat comú. Les remolatxes d'arrel groga es cultiven a petita escala.
La fulla verda fresca de la remolatxa hortícola bullida també és comestible i prenen una textura similar a la de l'espinac (planta també de la família quenopodiàcia).
A la cuina polonesa i ucrainesa la remolatxa d'hort es combina amb rave rusticà per formar un popular,ćwikła, que es fa servir en entrepans o en plats de carn i patates. La cuina jueva també la fa servir en el condiment anomenat chrain
El suc de remolatxa hortícola és més estable en aliments amb poc contingut d'aigua. La Betanina, obtinguda de les arrels, es fa servir industrialment com a colorant per intensificar el color de la pasta de tomàquet, postres, melmelades, gelats i cereals d'esmorzar.
També es pot fer-ne una mena de vi.
Després de la Primera Guerra Mundial, el fet d'alimentar-se només de remolatxa va causar la malaltia anomenada mangelwurzel.

Gastronomia de la remolatxa
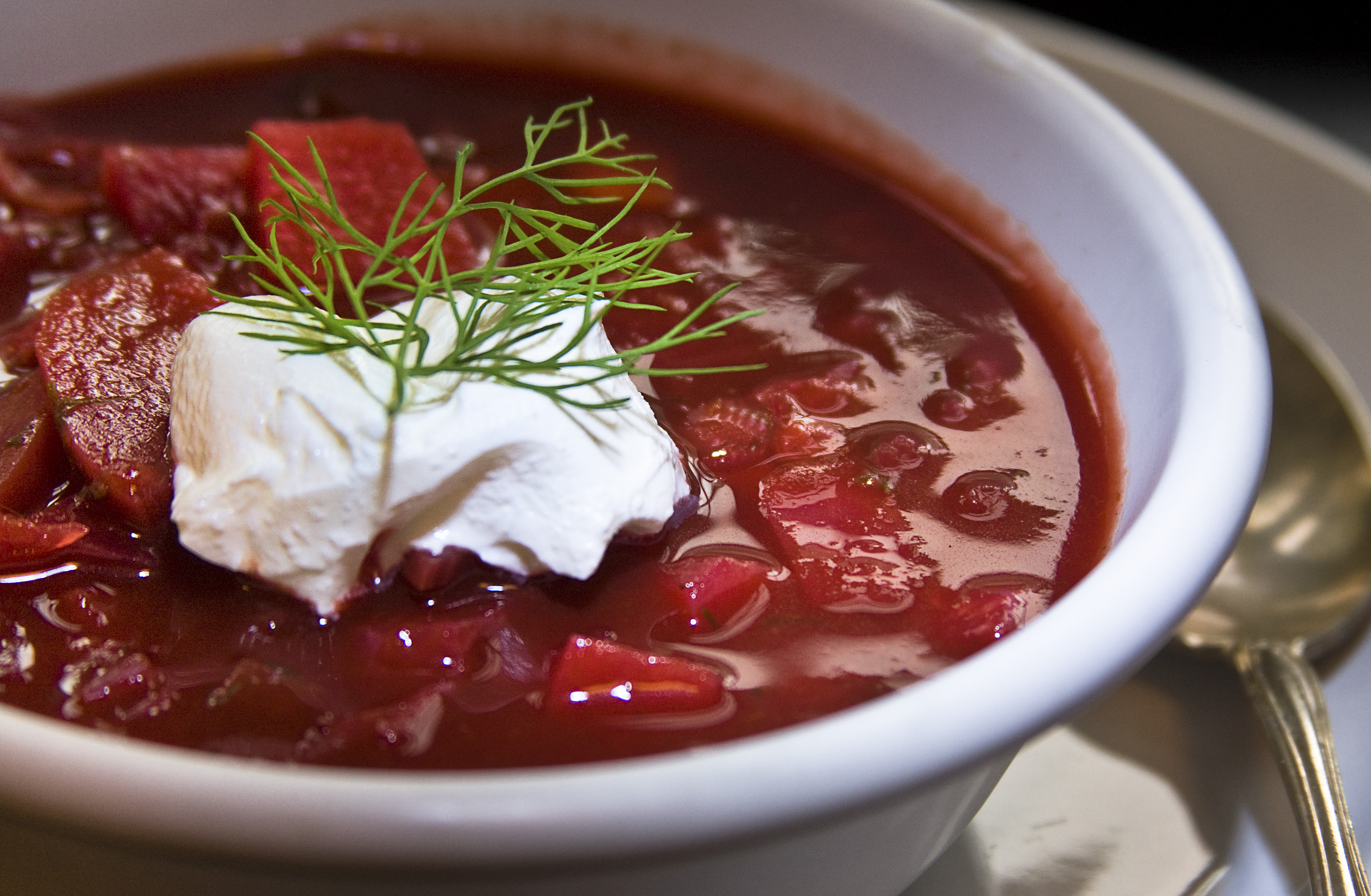
Borscht
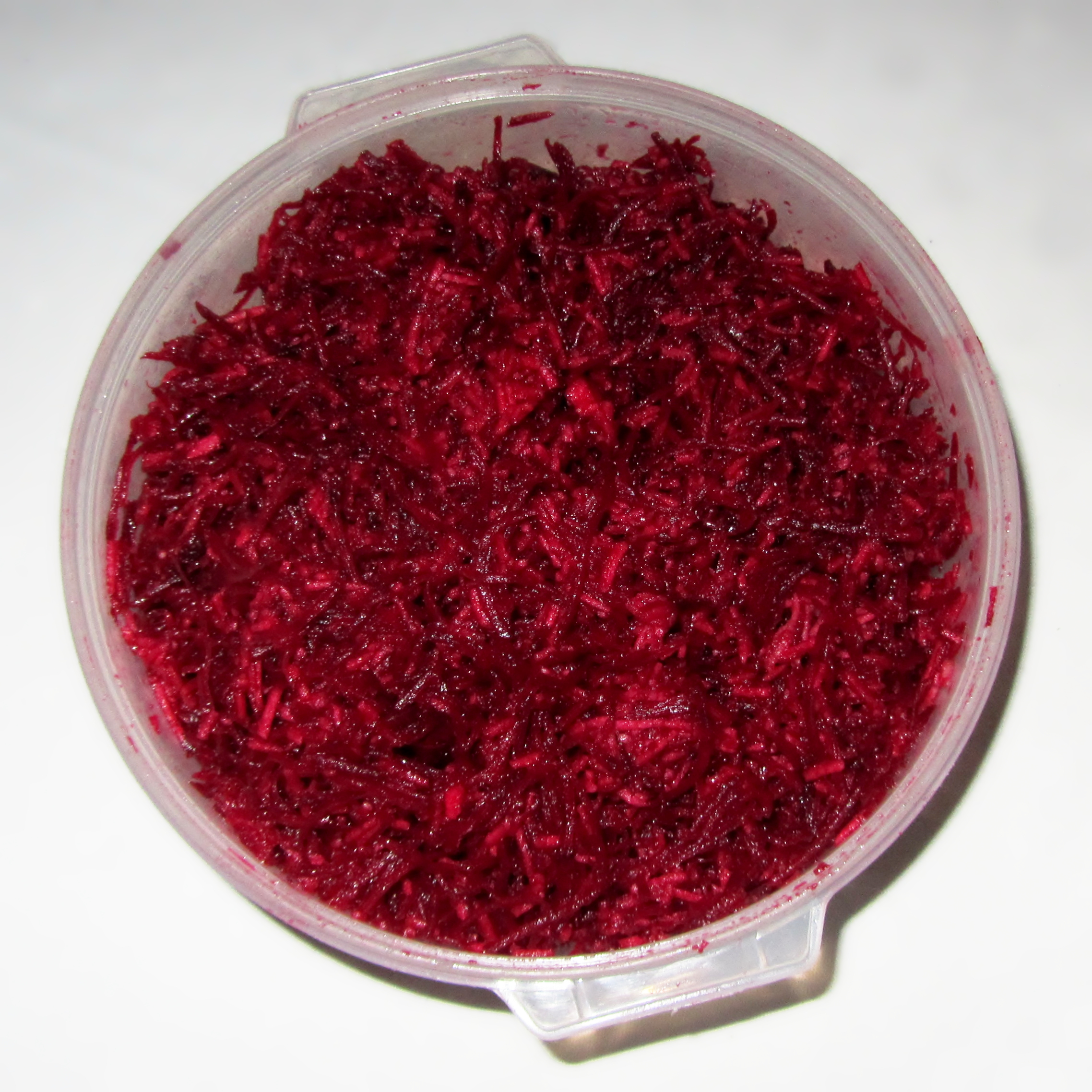
Amanida de remolatxa i poma
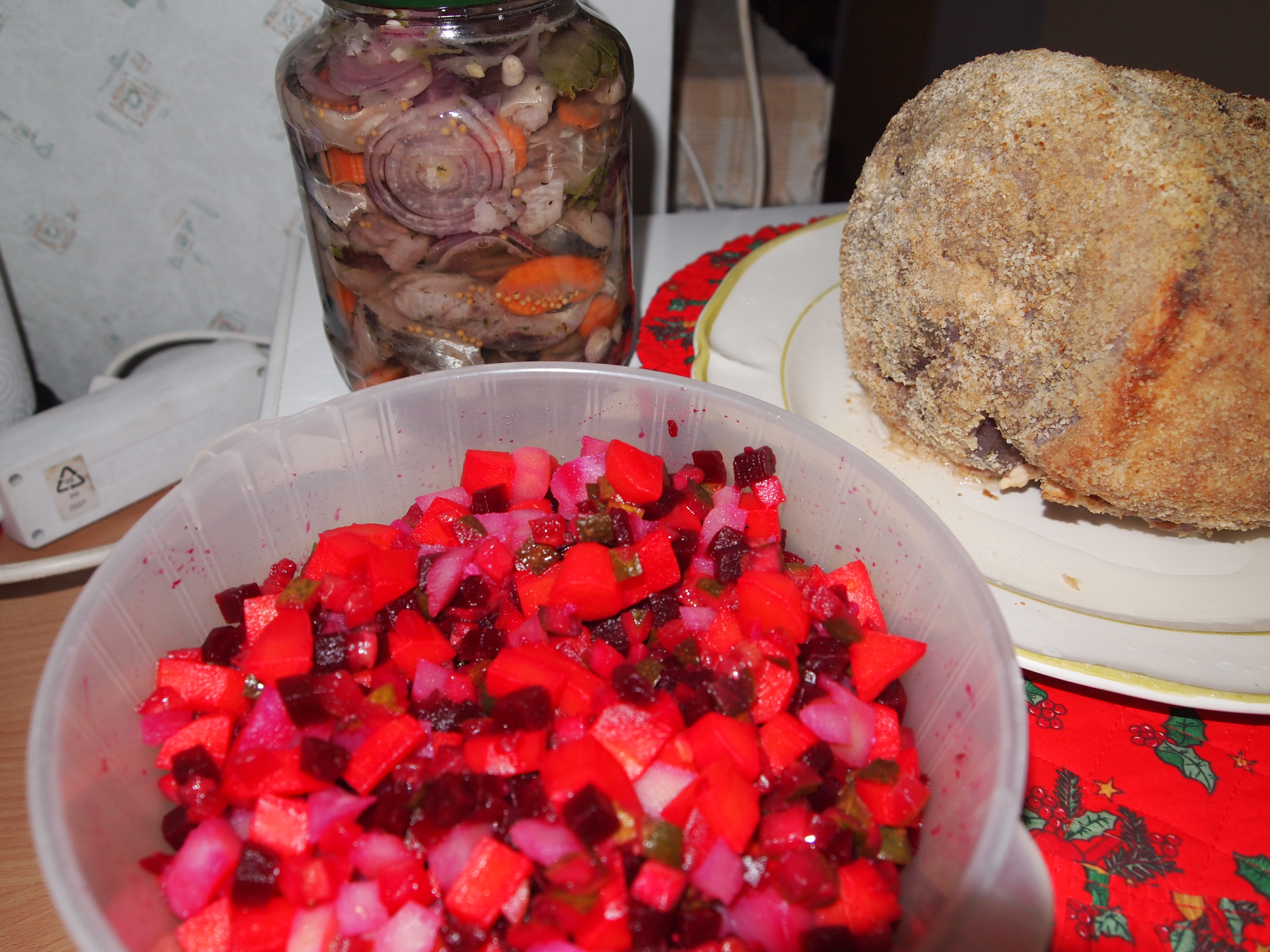
Rosolli de finlàndia
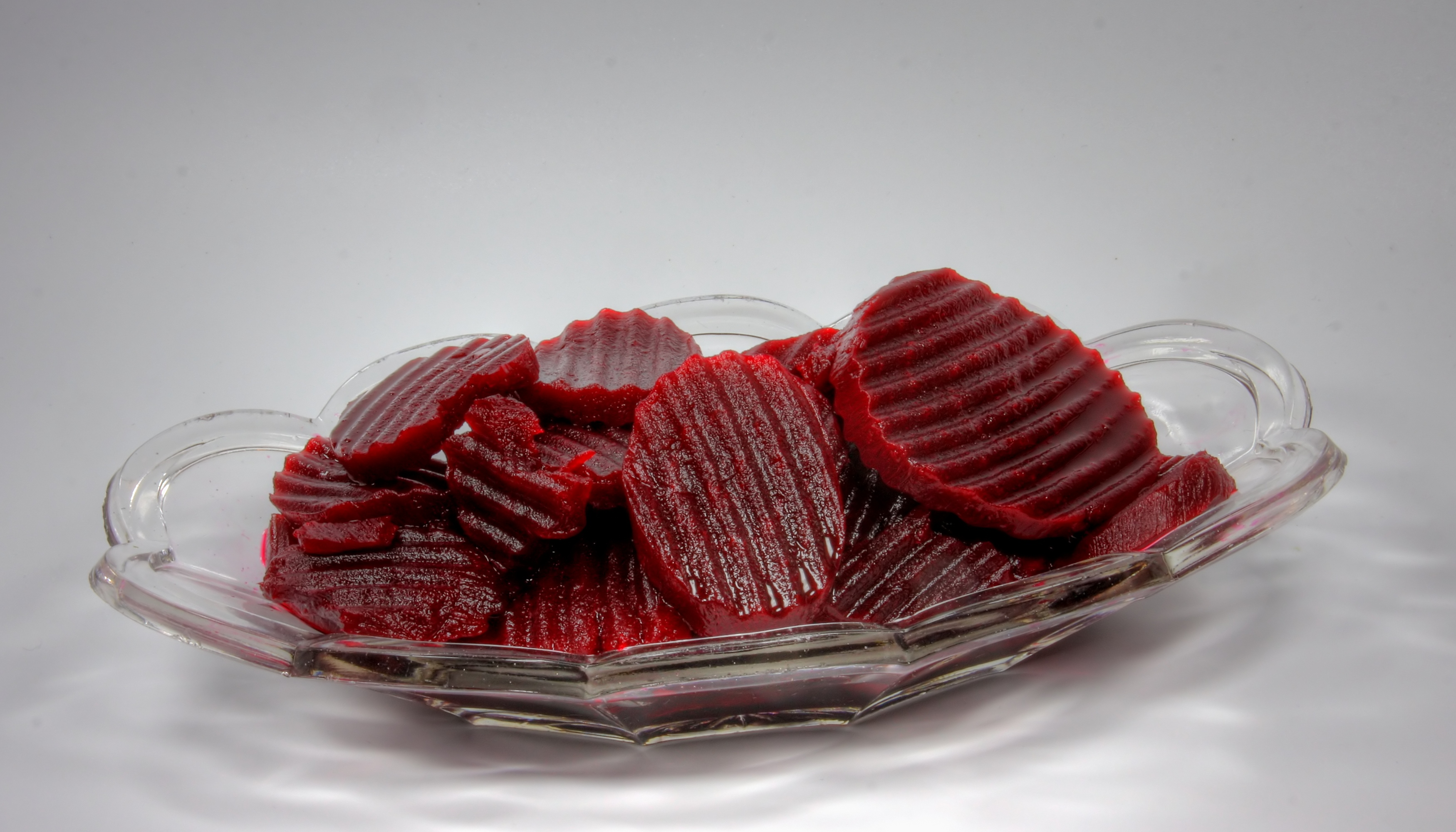
Tires de remolatxa en vinagre
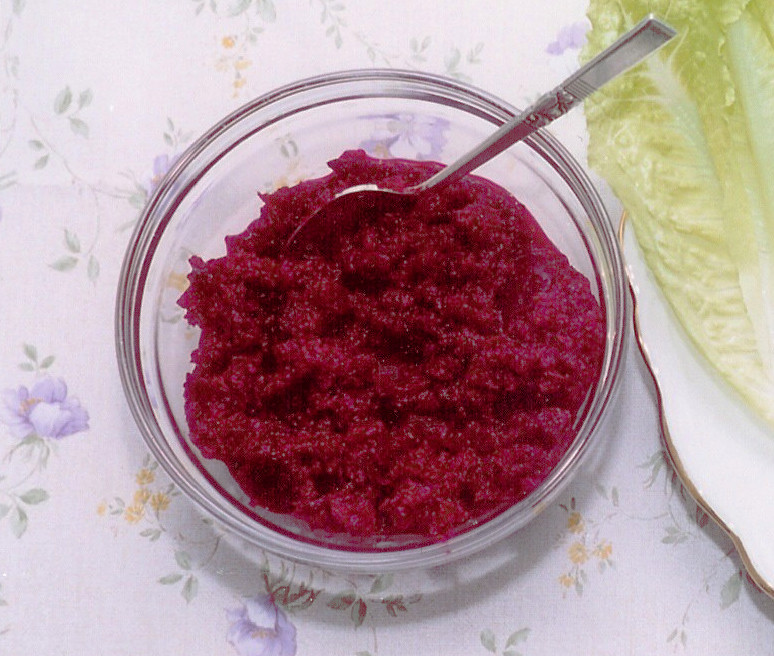
Chrain amb remolatxa
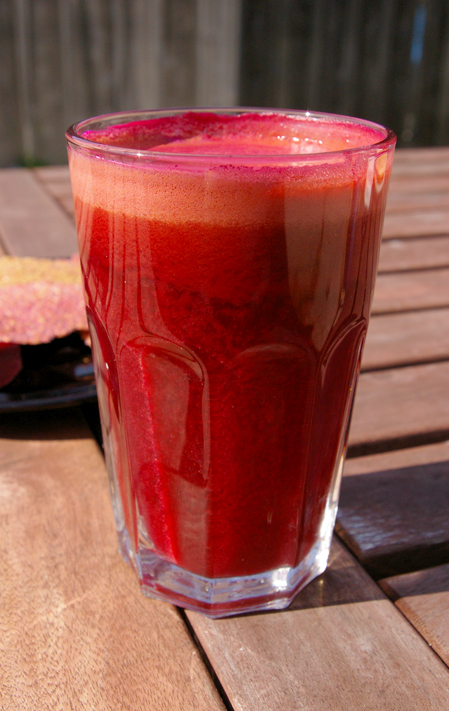
Suc de remolatxa

### Usos històrics
Des de l'edat mitjana, l'arrel de remolatxa es va fer servir per al tractament d'una gran varietat de condicions especialment les relacionades amb la digestió i la sang. Bartolomeo Platina recomanà prendre-la amb all contra el mal alè.

### Recerca científica
En recerca preliminar, el suc de remolatxa redueix la pressió de la sang en individus hipertensos i això pot tenir un efecte en els mecanimes de les malalties cardiovasculars.
La betaina reduiria la concentració de l'homocisteïna (que podria ser perjudicial per al cor), un homòleg de la cisteïna. Aquesta hipòtesi està controvertida.

## Nutrició
El valor nutritiu de la remolatxa cuita és de 180 KJ, proteïna 1,68 g, greix 1,8 g, hidrats de carboni 9,96 g, fubra 2,0 g, sucres 7,96 g, ferro 0,79 mg, vitamina A 2 ug, folat 80 ug.
El color vermell de la betaïna amb altres concentracions pot acolorir l'orina i causar a més la beeturia. que pot emmascara l'hematúria (sang a l'orina).

## Cultivars
A sota es presenta una llista de les cultivars més comunes de la remolatxa d'hort.
- 'Albino', (blanca)
- 'Bull's Blood', heirloom

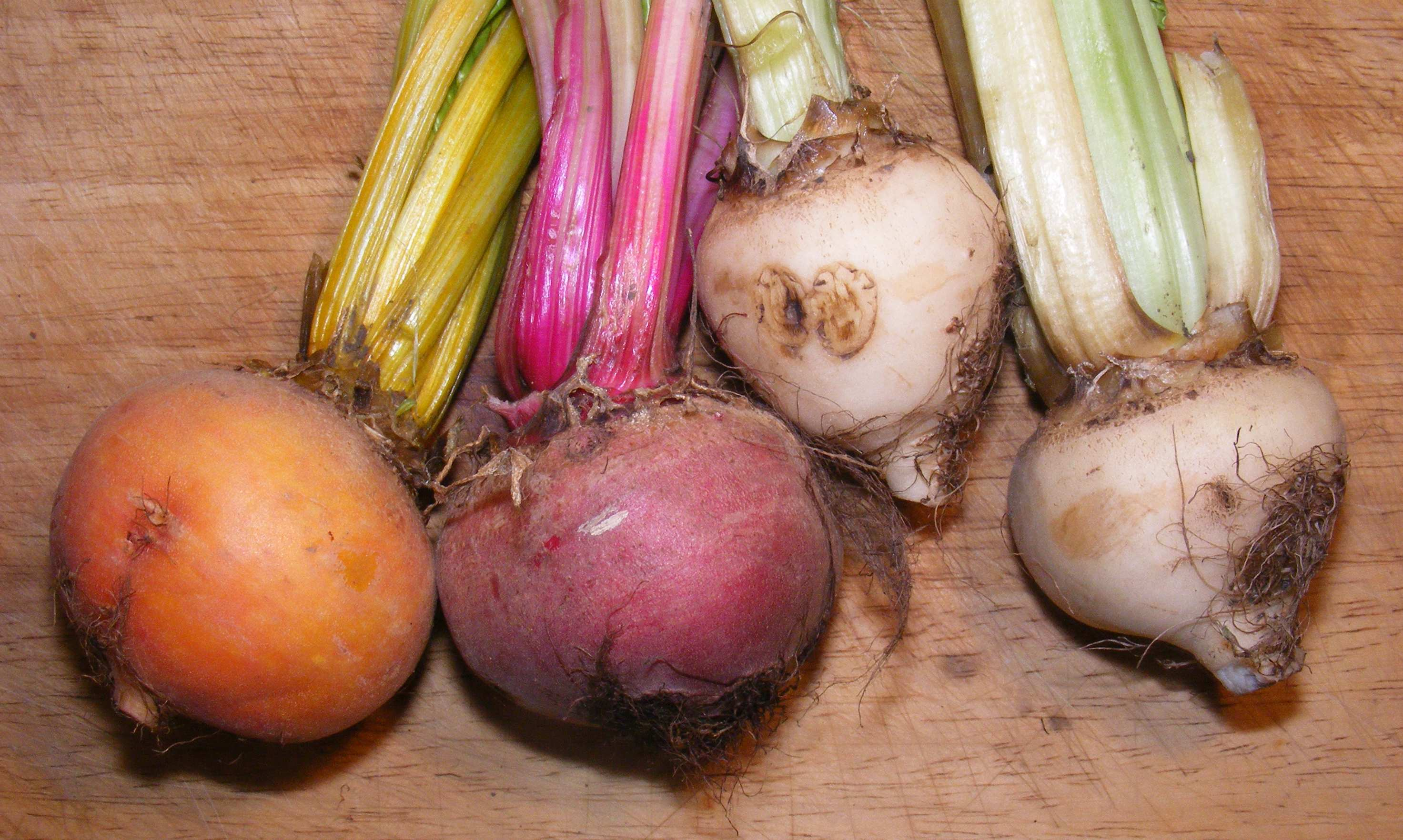
Varietats de diversos colors

- 'Chioggia', heirloom (amb franges blanques i roges)
- 'Crosby's Egyptian', heirloom
- 'Cylindra' / 'Formanova', heirloom (arrel allargada)
- 'Detroit Dark Red Medium Top', heirloom
- 'Early Wonder', heirloom
- 'Golden Beet' / 'Burpee's Golden', heirloom (arrel groga)
- 'Perfected Detroit', guanyadora el 1934 de l'AAS[18]
- 'Red Ace' Híbrid
- 'Ruby Queen', guanyadora el 1957 d'AAS[18]
- 'Touchstone Gold' (arrel groga)